# Barrage de La Boquilla
Le barrage de La Boquilla (en espagnol : Presa de la Boquilla) est un barrage-poids voûte en maçonnerie situé sur le Río Conchos dans l'État de Chihuahua, au Mexique. 

## Géographie
Le barrage ainsi que la ville voisine de Boquilla de Conchos (municipalité de San Francisco de Conchos) sont ainsi nommés en raison du rétrécissement de la vallée du Conchos à l'endroit où le barrage a été construit (boquilla signifie « buse » ou « bouche »).

## Historique
Le barrage est construit de 1910 à 1915 pour la production d'électricité, l'irrigation et le contrôle des Inondations.
Pourtant, plusieurs débordements ont eu lieu au cours de son histoire, notamment en 1917 et 2008, provoquant de graves inondations en aval.
En amont du barrage s'est formé le lac Toronto, d'une capacité de 2 903 km3.
La centrale électrique du barrage a une capacité de production de 25 mégawatts. En 2004, elle a produit 164,660 millions de kilowatts-heure d'énergie.
En septembre 2020, un manifestant a été tué et un autre blessé lors d'une manifestation d'agriculteurs contre la fourniture d'eau du barrage aux États-Unis, comme le stipule un traité signé en 1944 relatif  au partage des eaux des fleuves Colorado et Tijuana et du Rio Grande. Les habitants ont accusé la Garde nationale mexicaine, qui a répondu qu'elle n'était pas responsable et que l'incident devait faire l'objet d'une enquête. La Garde nationale s'est par la suite retirée du site.
Du fait de l'intensité de la sécheresse au Chihuahua cette année-là, le Mexique a pris du retard dans sa fourniture d'eau aux États-Unis — il devait envoyer plus de 50 % du volume annuel moyen d'eau en quelques semaines. Les Texans soutiennent que, dans l'ensemble, le Mexique bénéficie davantage de l'accord de partage de l'eau entre les deux pays : Greg Abbott souligne que les États-Unis fournissent au Mexique environ quatre fois plus d’eau qu’ils n'en reçoivent de leur voisin.